# Associazione Sportiva Bari 1991-1992
Questa pagina raccoglie le informazioni riguardanti l'Associazione Sportiva Bari nelle competizioni ufficiali della stagione 1991-1992.

## Stagione

Il neoacquisto David Platt.

Il Bari disputa il suo ventiduesimo campionato di Serie A. Per il quarto anno di fila la squadra inizia la stagione affidata all'allenatore Gaetano Salvemini.
Come si vocifera già da diversi mesi a Bari, nell'estate del 1991 lasciano il club di via Torrebella Carrera e Maiellaro (rispettivamente dopo cinque e quattro anni), mentre fra le altre varie cessioni anche il rumeno Răducioiu, considerato piuttosto "acerbo", è venduto a titolo definitivo dopo un anno di militanza in biancorosso. Ad Antonio Di Gennaro non viene rinnovato il contratto in scadenza, mentre Gerson è dato in prestito. Fra gli undici calciatori in entrata, per lo più giovani rampanti delle prime due serie, gli investimenti maggiori dei Matarrese sono sostenuti sul difensore Domenico Progna e sui centravanti Frank Farina, australiano, e soprattutto, David Platt: l'acquisto del nazionale inglese, per 12 miliardi di lire, fa eco anche a livello nazionale, e rimane ad ora la spesa per giocatori più ingente nella storia del Bari Calcio. L'iniziale progetto tecnico-tattico prevede Platt trequartista alle spalle della coppia d'attacco Joao Paulo-Farina. I tifosi sognano una prima qualificazione almeno alla Coppa Uefa, e lo stadio San Nicola registra il record di 21.912 abbonamenti sottoscritti, tuttora ineguagliato.
Nei primi due turni di Coppa Italia disputati fra agosto e settembre, i biancorossi eliminano Empoli e Ascoli.
In campionato, nella 3ª giornata giocata il 15 settembre in casa contro la Sampdoria e finita 1-1, l'attaccante Joao Paulo subisce la frattura di tibia e perone in un contrasto sotto la fitta pioggia; il brasiliano, fino ad allora molto determinante sia nella manovra offensiva che nelle finalizzazioni a rete dei pugliesi, rimarrà infortunato per il resto della stagione. Dopo aver raccolto due punti nelle prime cinque giornate, Salvemini si dimette.
Viene chiamato come nuovo allenatore il polacco Zbigniew Boniek, che non riesce inizialmente a invertire la tendenza, incassando, dopo il pareggio interno a reti inviolate con la Cremonese sei sconfitte consecutive che valgono l'ultimo posto in classifica. Nel mercato di riparazione autunnale sono ceduti dal club sei giocatori di cui cinque in prestito, fra questi un Farina a secco di gol dopo otto gare disputate. Ingaggiati invece i due croati della nazionale jugoslava Zvonimir Boban, estrosa mezzala in prestito dal Milan, e l'ala e terzino sinistro Robert Jarni (a titolo definitivo). Di ritorno dopo un anno Angelo Carbone, anch'egli in prestito. Nel terzo turno di Coppa Italia, giocato in gara doppia come i precedenti, il Bari è eliminato dalla Sampdoria dopo due pareggi. 

Con il 2-2 di Ascoli in 13ª giornata i galletti interrompono la serie negativa, migliorando nettamente il rendimento. Questa fase produttiva di 14 punti in dodici turni, con le due sole sconfitte esterne per 1-0 contro Inter e Torino, dura fino a metà marzo, quando il Bari inanella quattro sconfitte consecutive che lo fanno stagnare in zona retrocessione. Dopo aver ottenuto altri 5 punti in quattro gare, l'ultimo con lo 0-0 a Cagliari nello scontro diretto in 32 ª giornata, gli uomini di Boniek retrocedono matematicamente in Serie B; concludono infine il campionato al quartultimo posto con 22 punti, per effetto di 6 vittorie, 10 pareggi e 18 sconfitte (sette punti sotto il Cagliari quint'ultimo, rimasto in A). A stagione conclusa la società licenzia il direttore sportivo Franco Janich dopo nove anni di collaborazione.
Riguardo ai giocatori, non si è potuto usufruire pienamente di Boban, per un periodo affetto da epatite e che, nelle 17 gare disputate (con 2 reti all'attivo) non ha soddisfatto particolarmente la critica, contrariamente al suo connazionale Jarni, ancora ricordato dai tifosi trent'anni dopo la militanza in biancorosso. Sostanzialmente esente da critiche Platt, peraltro miglior marcatore stagionale dei galletti con 11 centri in campionato e 4 in Coppa Italia pur non essendo di base una punta.

### Bilanci e conseguenze
Fu una retrocessione che, date le attese iniziali, deluse abbastanza l'ambiente – tifoseria e stampa locale –, e che nel barese è ricordata ancora dopo diversi decenni, più di altre. Lo storico del Bari Gianni Antonucci ha soprannominato nei suoi libri questa stagione come "l'anno del gambero". I giornalisti, e non solo, attribuirono la disfatta il più delle volte a una rosa mal assortita nei ruoli, con lo stesso Platt che finì spesso per lavorare a vuoto. Di fatto, da questo momento l'AS Bari basò il calciomercato decisamente meno sui "grandi nomi" e maggiormente sui giovani emergenti e profili seppur non di prim'ordine, prettamente funzionali a determinate tipologie di gioco.

## Divise e sponsor
Lo sponsor tecnico per la stagione 1991-1992 è sempre Adidas, analogamente allo sponsor ufficiale, Sud Factoring, lo stesso dell'anno precedente.
Eccezionalmente, in questa stagione sono confermate le mute sportive della stagione passata.
|  | Casa | Trasferta | Terza |

## Calciomercato

### Sessione estiva
| Arrivi | Arrivi                | Arrivi      | Arrivi                     |
| R.     | Nome                  | da          | Modalità                   |
| ------ | --------------------- | ----------- | -------------------------- |
| D      | Fabio Calcaterra      | Cesena      | definitivo (1,2 miliardi)  |
| D      | Gian Paolo Manighetti | Piacenza    | definitivo                 |
| D      | Domenico Progna       | Atalanta    | definitivo (2 miliardi)    |
| D      | Ivan Rizzardi         | Napoli      | definitivo (2,5 miliardi)  |
| D      | Carlo Sassarini       | Spezia      | definitivo                 |
| C      | Vito Grieco           | Molfetta    | definitivo                 |
| C      | Daniele Fortunato     | Juventus    | definitivo (4,35 miliardi) |
| A      | Nicola Caccia         | Empoli      | definitivo                 |
| A      | Frank Farina          | Club Bruges | definitivo (8 miliardi)    |
| A      | Federico Giampaolo    | Spezia      | definitivo                 |
| A      | David Platt           | Aston Villa | definitivo (12 miliardi)   |

| Partenze | Partenze           | Partenze   | Partenze                  |
| R.       | Nome               | da         | Modalità                  |
| -------- | ------------------ | ---------- | ------------------------- |
| D        | Massimo Carrera    | Juventus   | definitivo                |
| D        | Giacomo Dicara     | Pescara    | fine prestito             |
| C        | Emiliano Bigica    | Empoli     | definitivo                |
| C        | Antonio Di Gennaro | -          | svincolato                |
| C        | Candido Gerson     | Fenerbahçe | prestito                  |
| C        | Pietro Maiellaro   | Fiorentina | definitivo (4,2 miliardi) |
| A        | Florin Răducioiu   | Verona     | definitivo                |
| A        | Tomaso Tatti       | Spezia     | definitivo                |

### Sessione autunnale (ottobre e novembre)
| Arrivi | Arrivi         | Arrivi         | Arrivi     |
| R.     | Nome           | da             | Modalità   |
| ------ | -------------- | -------------- | ---------- |
| C      | Zvonimir Boban | Milan          | prestito   |
| C      | Angelo Carbone | Milan          | prestito   |
| C      | Robert Jarni   | Hajduk Spalato | definitivo |
| A      | Alessio Brogi  | Modena         | definitivo |

| Partenze | Partenze              | Partenze     | Partenze    |
| R.       | Nome                  | a            | Modalità    |
| -------- | --------------------- | ------------ | ----------- |
| D        | Lorenzo Amoruso       | Mantova      | prestito    |
| D        | Angelo Deruggiero     | Cosenza      | definitivo  |
| C        | Gian Paolo Manighetti | Piacenza     | prestito    |
| C        | Pietro Parente        | Taranto      | prestito    |
| C        | Francesco Pisicchio   | Taranto      | prestito    |
| A        | Nicola Caccia         | Modena       | prestito    |
| A        | Frank Farina          | Notts County | prestito    |
| A        | Joao Paulo            | -            | rescissione |

## Risultati

### Serie A

#### Girone di andata
| Arbitro: | Stafoggia (Pesaro) |

|                  |           |           |
| Platt 26’ (rig.) | Marcatori | 20’ Mussi |

| Arbitro: | Nicchi (Arezzo) |

|             |           |  |
| Minotti 33’ | Marcatori |  |

| Arbitro: | Sguizzato (Verona) |

|           |           |           |
| Platt 76’ | Marcatori | 7’ Vialli |

| Arbitro: | Ceccarini (Livorno) |

|                                |           |                |
| Prytz 18’ G. Loseto 21’ (aut.) | Marcatori | 38’ Calcaterra |

| Arbitro: | Mughetti (Cesena) |

|                                 |           |  |
| R. Baggio 10’ (rig.) Kohler 33’ | Marcatori |  |

| Bari 6 ottobre 1991 6ª giornata | Bari                          | 0 – 0 referto | Cremonese | Stadio San Nicola\| Arbitro: \| Quartuccio (Torre Annunziata) \| |
| Arbitro:                        | Quartuccio (Torre Annunziata) |               |           |                                                                  |

| Arbitro: | Lo Bello (Siracusa) |

|                       |           |  |
| Dunga 16’ Orlando 90’ | Marcatori |  |

| Arbitro: | Baldas (Trieste) |

|  |           |             |
|  | Marcatori | 30’ Massaro |

| Arbitro: | Trentalange (Torino) |

|                                         |           |                  |
| Baiano 18’, 44’ (rig.), 80’ Signori 76’ | Marcatori | 45’ F. Giampaolo |

| Arbitro: | D'Elia (Salerno) |

|           |           |                     |
| Platt 43’ | Marcatori | 39’ Doll 74’ Riedle |

| Arbitro: | Felicani (Bologna) |

|                         |           |  |
| F. Giampaolo 53’ (aut.) | Marcatori |  |

| Arbitro: | Amendolia (Messina) |

|           |           |                         |
| Platt 87’ | Marcatori | 45’ Fiorin 63’ Scuhravy |

| Arbitro: | Pezzella (Frattamaggiore) |

|                         |           |                    |
| Maniero 35’ Benetti 45’ | Marcatori | 55’ Soda 87’ Platt |

| Bari 15 dicembre 1991 14ª giornata | Bari            | 0 – 0 referto | Atalanta | Stadio San Nicola\| Arbitro: \| Bettin (Padova) \| |
| Arbitro:                           | Bettin (Padova) |               |          |                                                    |

| Arbitro: | Lanese (Messina) |

|          |           |  |
| Soda 82’ | Marcatori |  |

| Arbitro: | Fabricatore (Roma) |

|               |           |  |
| Klinsmann 86’ | Marcatori |  |

| Arbitro: | Luci (Firenze) |

|                |           |            |
| Platt 68’, 86’ | Marcatori | 16’ Völler |

#### Girone di ritorno
| Arbitro: | Cesari (Genova) |

|             |           |  |
| Cravero 86’ | Marcatori |  |

| Arbitro: | Pairetto (Nichelino) |

|               |           |                  |
| Fortunato 28’ | Marcatori | 69’ A. Di Chiara |

| Arbitro: | Quartuccio (Torre Annunziata) |

|                       |           |         |
| R. Mancini 22’ (rig.) | Marcatori | 4’ Soda |

| Arbitro: | Fabricatore (Roma) |

|                                  |           |            |
| Terracenere 3’ C. Pin 40’ (aut.) | Marcatori | 59’ Serena |

| Bari 23 febbraio 1992 22ª giornata | Bari             | 0 – 0 referto | Juventus | Stadio San Nicola\| Arbitro: \| D'Elia (Salerno) \| |
| Arbitro:                           | D'Elia (Salerno) |               |          |                                                     |

| Arbitro: | Pairetto (Torino) |

|                |           |           |
| Florijancic 8’ | Marcatori | 63’ Boban |

| Arbitro: | Pezzella (Frattamaggiore) |

|                  |           |  |
| D. Fortunato 15’ | Marcatori |  |

| Arbitro: | Cinciripini (Ascoli Piceno) |

|                           |           |  |
| Simone 38’ Van Basten 71’ | Marcatori |  |

| Arbitro: | Luci (Firenze) |

|                  |           |                                      |
| Platt 57’ (rig.) | Marcatori | 5’ Baiano 32’ Shalimov 85’ Kolyvanov |

| Arbitro: | Pairetto (Nichelino) |

|                          |           |               |
| Riedle 19’ Sosa 21’, 50’ | Marcatori | 31’ E. Cucchi |

| Arbitro: | Collina (Bologna) |

|                  |           |                                         |
| Platt 21’ (rig.) | Marcatori | 47’ Zola 52’ (aut.) Bellucci 89’ Alemao |

| Arbitro: | Trentalange (Torino) |

|              |           |                                   |
| Skuhravy 36’ | Marcatori | 33’ A. Carbone 43’ Soda 81’ Boban |

| Arbitro: | Arena (Ercolano) |

|                      |           |             |
| Progna 87’ Platt 89’ | Marcatori | 38’ Troglio |

| Arbitro: | Beschin (Legnago) |

|                          |           |           |
| Perrone 53’ Caniggia 72’ | Marcatori | 45’ Platt |

| Cagliari 10 maggio 1992 32ª giornata | Cagliari        | 0 – 0 referto | Bari | Stadio Sant'Elia\| Arbitro: \| Fucci (Salerno) \| |
| Arbitro:                             | Fucci (Salerno) |               |      |                                                   |

| Arbitro: | Cinciripini (Ascoli Piceno) |

|  |           |                          |
|  | Marcatori | 45’ A. Bianchi 90’ Pizzi |

| Arbitro: | Amendolia (Messina) |

|                         |           |  |
| Völler 19’ Di Mauro 59’ | Marcatori |  |

### Coppa Italia
| Bari 21 agosto 1991 1º turno - Andata | Bari             | 0 – 0 | Empoli | Stadio San Nicola\| Arbitro: \| Arena (Ercolano) \| |
| Arbitro:                              | Arena (Ercolano) |       |        |                                                     |

| Arbitro: | Cardona (Milano) |

|                      |           |               |
| G. Loseto 87’ (aut.) | Marcatori | 72’ G. Loseto |

| Arbitro: | Pezzella (Frattamaggiore) |

|                                  |           |                |
| Platt 3’ (rig.) D. Fortunato 90’ | Marcatori | 6’ B. Giordano |

| Arbitro: | Merlino (Torre del Greco) |

|                        |           |                                     |
| B. Giordano 18’ (rig.) | Marcatori | 48’ Platt 81’ Joao Paulo 83’ Caccia |

| Arbitro: | Ceccarini (Livorno) |

|                   |           |           |
| Vialli 65’ (rig.) | Marcatori | 45’ Platt |

| Arbitro: | Baldas (Trieste) |

|                            |           |                               |
| Platt 62’ (rig.) Soda 102’ | Marcatori | 80’ (rig.) Vialli 118’ Cerezo |

## Statistiche

### Statistiche di squadra
| Competizione | Punti | In casa | In casa | In casa | In casa | In casa | In casa | In trasferta | In trasferta | In trasferta | In trasferta | In trasferta | In trasferta | Totale | Totale | Totale | Totale | Totale | Totale | DR  |
| Competizione | Punti | G       | V       | N       | P       | Gf      | Gs      | G            | V            | N            | P            | Gf           | Gs           | G      | V      | N      | P      | Gf     | Gs     | DR  |
| ------------ | ----- | ------- | ------- | ------- | ------- | ------- | ------- | ------------ | ------------ | ------------ | ------------ | ------------ | ------------ | ------ | ------ | ------ | ------ | ------ | ------ | --- |
| Serie A      | 22    | 17      | 5       | 6       | 6       | 15      | 19      | 17           | 1            | 4            | 12           | 11           | 28           | 34     | 6      | 10     | 18     | 26     | 47     | -21 |
| Coppa Italia |       | 3       | 1       | 2       | 0       | 4       | 3       | 3            | 1            | 2            | 0            | 5            | 3            | 6      | 2      | 4      | 0      | 9      | 6      | +3  |
| Totale       |       | 20      | 6       | 8       | 6       | 19      | 22      | 20           | 2            | 6            | 12           | 16           | 31           | 40     | 8      | 14     | 18     | 35     | 53     | -18 |

### Statistiche dei giocatori
| Giocatore         | Serie A  | Serie A | Serie A     | Serie A    | Coppa Italia | Coppa Italia | Coppa Italia | Coppa Italia | Totale   | Totale | Totale      | Totale     |
| Giocatore         | Presenze | Reti    | Ammonizioni | Espulsioni | Presenze     | Reti         | Ammonizioni  | Espulsioni   | Presenze | Reti   | Ammonizioni | Espulsioni |
| ----------------- | -------- | ------- | ----------- | ---------- | ------------ | ------------ | ------------ | ------------ | -------- | ------ | ----------- | ---------- |
| G. Alberga        | 17       | -16     | ?           | ?          | ?            | ?            | ?            | ?            | 17+      | -16+   | ?           | ?          |
| F. Bellucci       | 20       | 0       | ?           | ?          | ?            | ?            | ?            | ?            | 20+      | 0+     | ?           | ?          |
| E. Biato          | 18       | -31     | ?           | ?          | ?            | ?            | ?            | ?            | 18+      | -31+   | ?           | ?          |
| Z. Boban          | 17       | 2       | ?           | ?          | ?            | ?            | ?            | ?            | 17+      | 2+     | ?           | ?          |
| M. Brambati       | 20       | 0       | ?           | ?          | ?            | ?            | ?            | ?            | 20+      | 0+     | ?           | ?          |
| A. Brogi          | 16       | 0       | ?           | ?          | ?            | ?            | ?            | ?            | 16+      | 0+     | ?           | ?          |
| N. Caccia         | 7        | 0       | ?           | ?          | ?            | ?            | ?            | ?            | 7+       | 0+     | ?           | ?          |
| F. Calcaterra     | 18       | 1       | ?           | ?          | ?            | ?            | ?            | ?            | 18+      | 1+     | ?           | ?          |
| A. Carbone        | 26       | 1       | ?           | ?          | ?            | ?            | ?            | ?            | 26+      | 1+     | ?           | ?          |
| A. Colombo        | 2        | 0       | ?           | ?          | ?            | ?            | ?            | ?            | 2+       | 0+     | ?           | ?          |
| E. Cucchi         | 24       | 1       | ?           | ?          | ?            | ?            | ?            | ?            | 24+      | 1+     | ?           | ?          |
| F. Farina         | 8        | 0       | ?           | ?          | ?            | ?            | ?            | ?            | 8+       | 0+     | ?           | ?          |
| D. Fortunato      | 23       | 2       | ?           | ?          | ?            | ?            | ?            | ?            | 23+      | 2+     | ?           | ?          |
| F. Giampaolo (II) | 20       | 1       | ?           | ?          | ?            | ?            | ?            | ?            | 20+      | 1+     | ?           | ?          |
| R. Jarni          | 24       | 0       | ?           | ?          | ?            | ?            | ?            | ?            | 24+      | 0+     | ?           | ?          |
| Joao Paulo        | 3        | 0       | ?           | ?          | ?            | ?            | ?            | ?            | 3+       | 0+     | ?           | ?          |
| M. Laureri        | 8        | 0       | ?           | ?          | ?            | ?            | ?            | ?            | 8+       | 0+     | ?           | ?          |
| G. Loseto (II)    | 17       | 0       | ?           | ?          | ?            | ?            | ?            | ?            | 17+      | 0+     | ?           | ?          |
| S. Maccoppi       | 9        | 0       | ?           | ?          | ?            | ?            | ?            | ?            | 9+       | 0+     | ?           | ?          |
| G. Manighetti     | 4        | 0       | ?           | ?          | ?            | ?            | ?            | ?            | 4+       | 0+     | ?           | ?          |
| P. Parente        | 6        | 0       | ?           | ?          | ?            | ?            | ?            | ?            | 6+       | 0+     | ?           | ?          |
| D. Platt          | 29       | 11      | ?           | ?          | ?            | ?            | ?            | ?            | 29+      | 11+    | ?           | ?          |
| D. Progna         | 29       | 1       | ?           | ?          | ?            | ?            | ?            | ?            | 29+      | 1+     | ?           | ?          |
| I. Rizzardi       | 12       | 0       | ?           | ?          | ?            | ?            | ?            | ?            | 12+      | 0+     | ?           | ?          |
| C. Sassarini      | 2        | 0       | ?           | ?          | ?            | ?            | ?            | ?            | 2+       | 0+     | ?           | ?          |
| A. Soda           | 29       | 4       | ?           | ?          | ?            | ?            | ?            | ?            | 29+      | 4+     | ?           | ?          |
| A. Terracenere    | 28       | 1       | ?           | ?          | ?            | ?            | ?            | ?            | 28+      | 1+     | ?           | ?          |
| G. Tiberi         | 1        | 0       | ?           | ?          | ?            | ?            | ?            | ?            | 1+       | 0+     | ?           | ?          |